# Haus Dassel

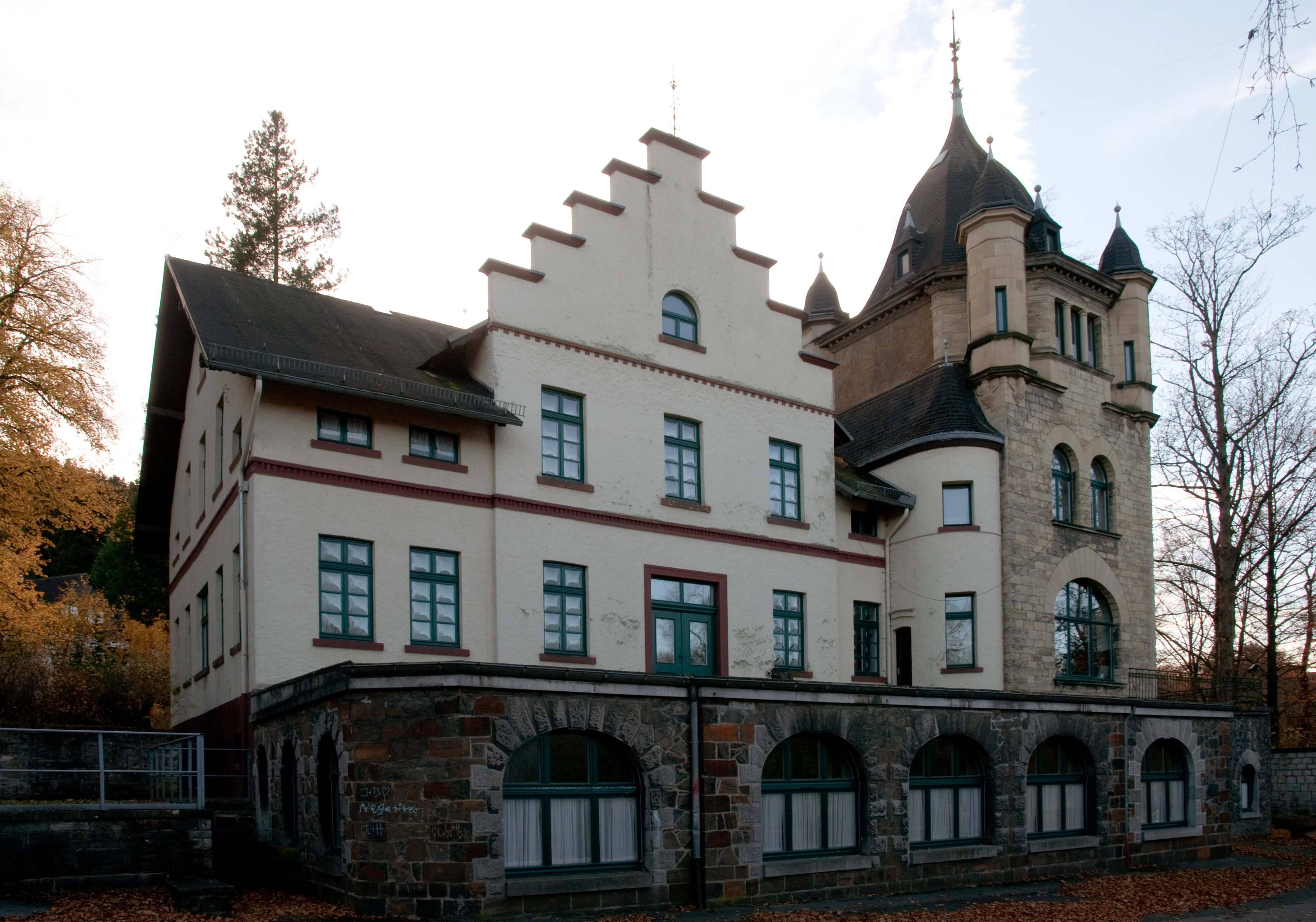
Haus Dassel

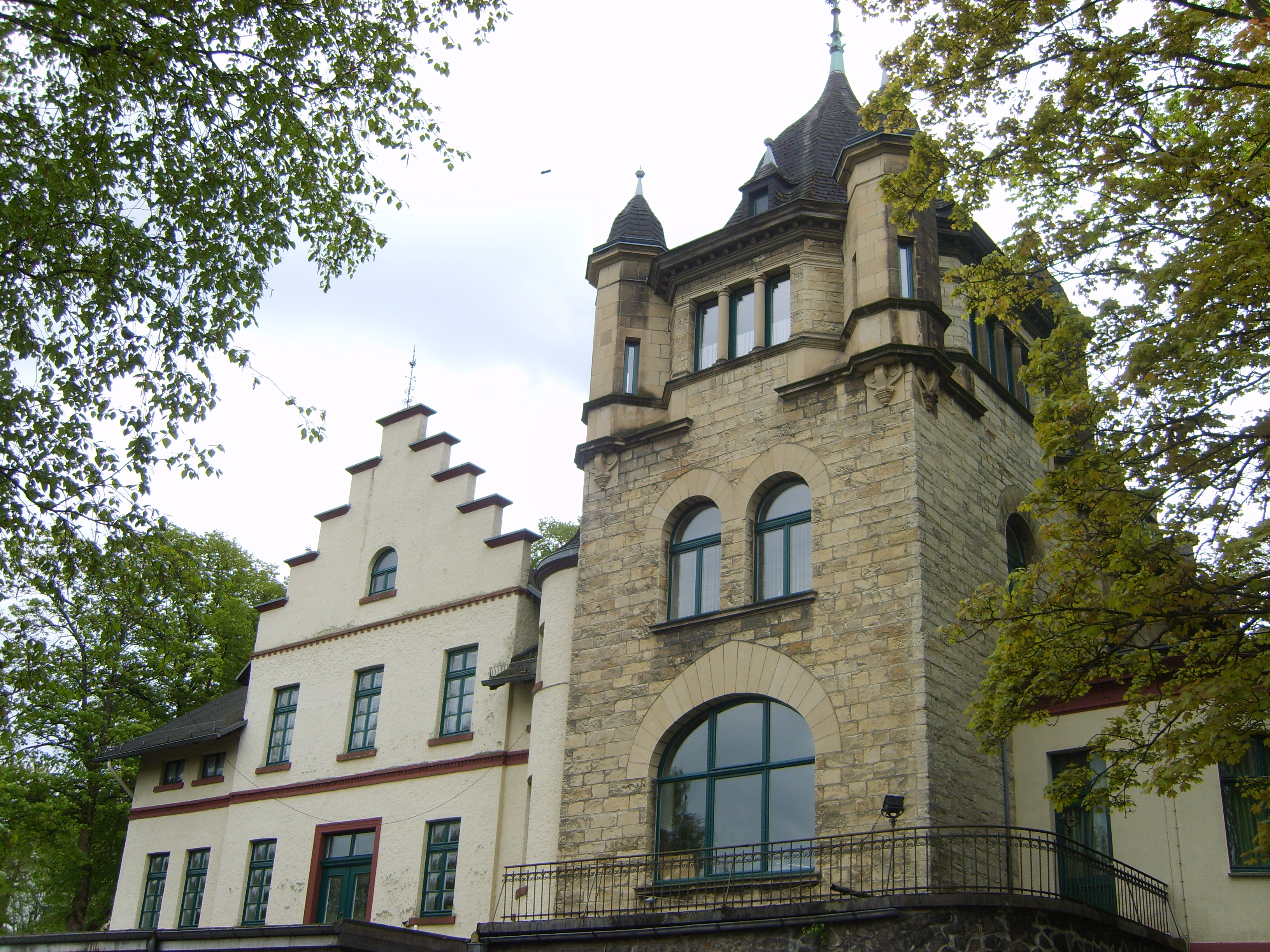
Nahansicht

Haus Dassel ist ein schlossartiges Wohngebäude in der Ortschaft Allagen der sauerländischen Stadt Warstein, Nordrhein-Westfalen, und steht unter Denkmalschutz.

## Geschichte
Das Gebäude ließ der Fabrikant Viktor Röper 1841 als Wohn- und Kontorhaus errichten. Nach dem Konkurs seines Eisen- und Kettenwerks übernahm 1887 der Marmorfabrikant Georg Dassel aus einem Zweig der Familie von Dassel das Haus und ließ es repräsentativ erweitern und renovieren. Im Jahr 1900 errichtete man den Turm, schuf neue Büroräume und verzierte die Seiten mit Stufengiebeln. 1972 erwarb die damals selbstständige Gemeinde Allagen das Anwesen. Zwei Jahre später wurde das Fabrikgebäude auf dem Gelände abgerissen und das Gelände zu einem Park umgestaltet. Die Villa wurde im Jahr 1984 unter Denkmalschutz gestellt. Heute nutzt man das Gebäude als Vereinsheim und als Heimatmuseum. In den Museumsräumen werden unter anderem handwerkliche und landwirtschaftliche Werkzeuge, Geräte und Maschinen ausgestellt. Im Obergeschoss des Museums befindet sich eine Heimatstube.